# Siphamia guttulata
Siphamia guttulata és una espècie de peix pertanyent a la família dels apogònids.

## Hàbitat
És un peix marí, bentopelàgic i de clima tropical, el qual viu sobre fons tous del litoral.

## Distribució geogràfica
Es troba al Pacífic occidental central: Queensland (Austràlia).

## Observacions
És inofensiu per als humans.